# Ciprusok (Van Gogh festményei)
A Ciprusok Vincent van Gogh 1889 júniusában festett festménye, mely nem sokkal a Saint-Rémy-i Saint-Paul-de-Mausole szanatóriumba történt önkéntes bevonulása után készült. Ma a New York-i Metropolitan Művészeti Múzeumban gyűjteményében található.
Van Gogh számára a ciprus a természet tökéletes építményét jelentette; a fa fontos helyet foglalt el panteista világképében. „Vonalában, arányaiban olyan gyönyörű, mint egy egyiptomi obeliszk” – lelkesedett egy levelében. Súlyos, örvénylő ecsetvonásai, a hullámzó formák jellemzőek erre a korszakára. A ciprusok mély, gazdagon sötétlő zöld színének ábrázolása gondot okozott a művésznek. 1889. június 25-én írta testvérének: „A napos tájon ez csak egy fekete folt, de az egyik legérdekesebb fekete szín, és az elképzelhető legnehezebben eltalálható.”
A ciprusok Van Gogh több más képén is főszerepet kaptak.

## Galéria

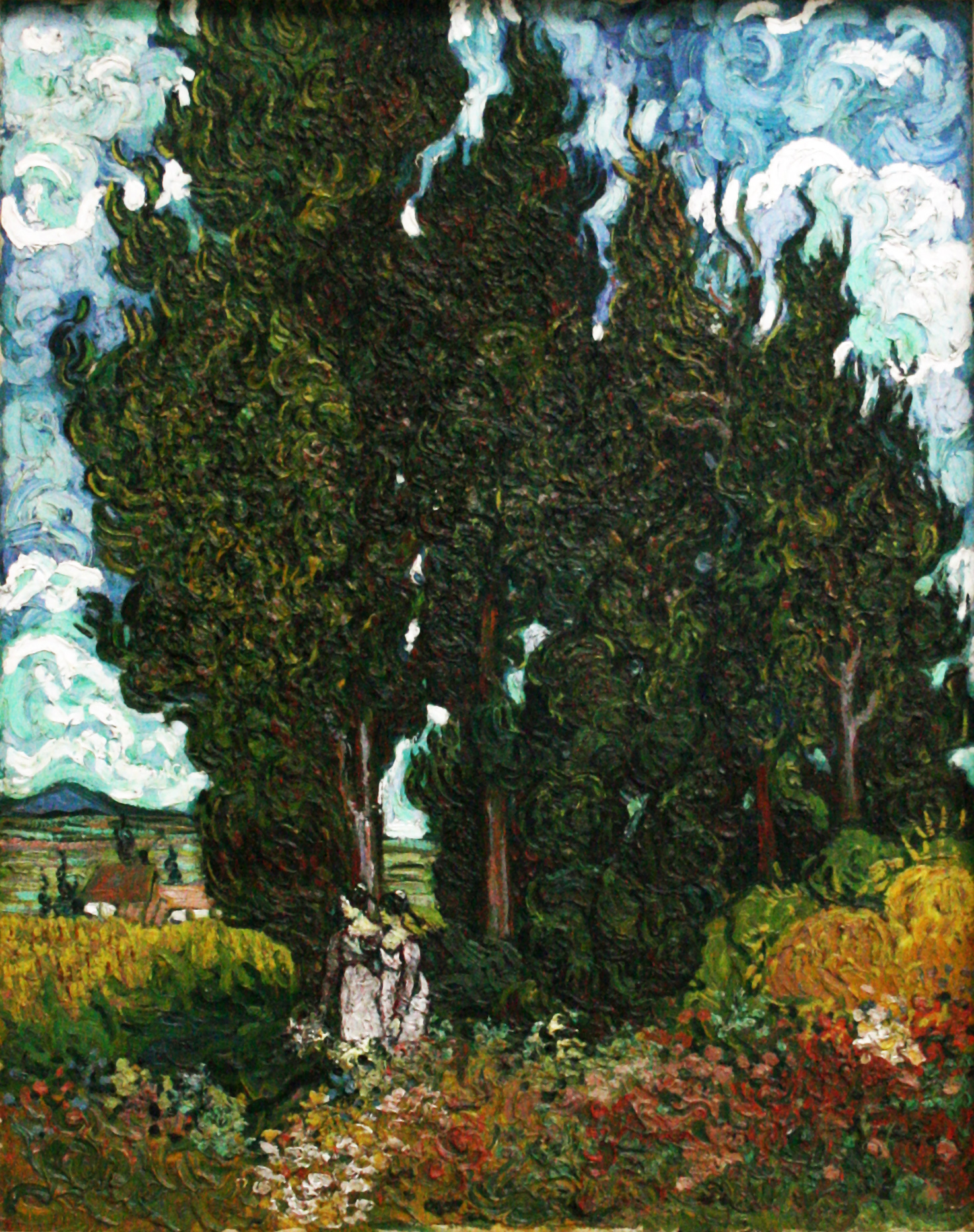
Ciprusok két női alakkal (Otterlo)
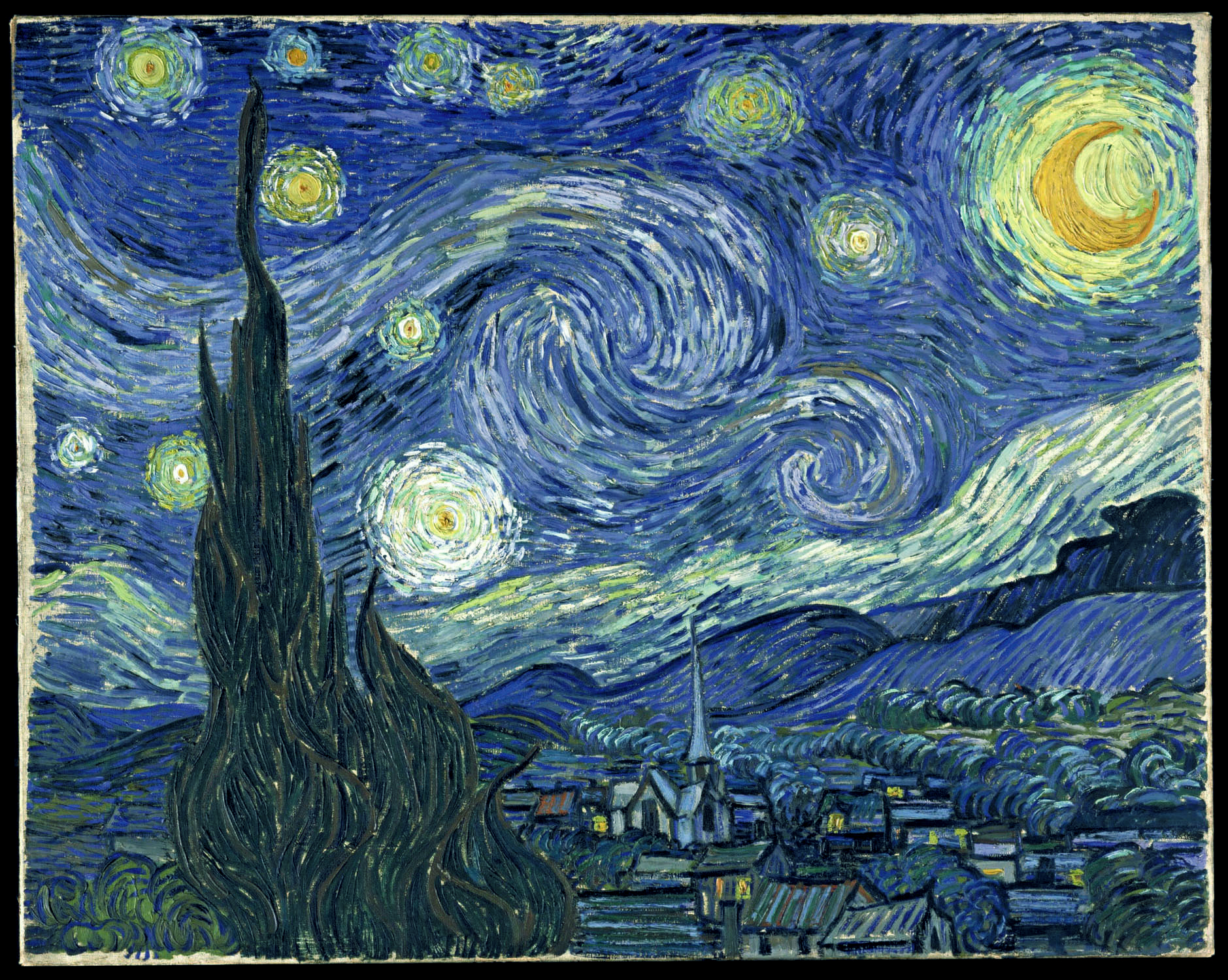
Csillagos éj (New York)
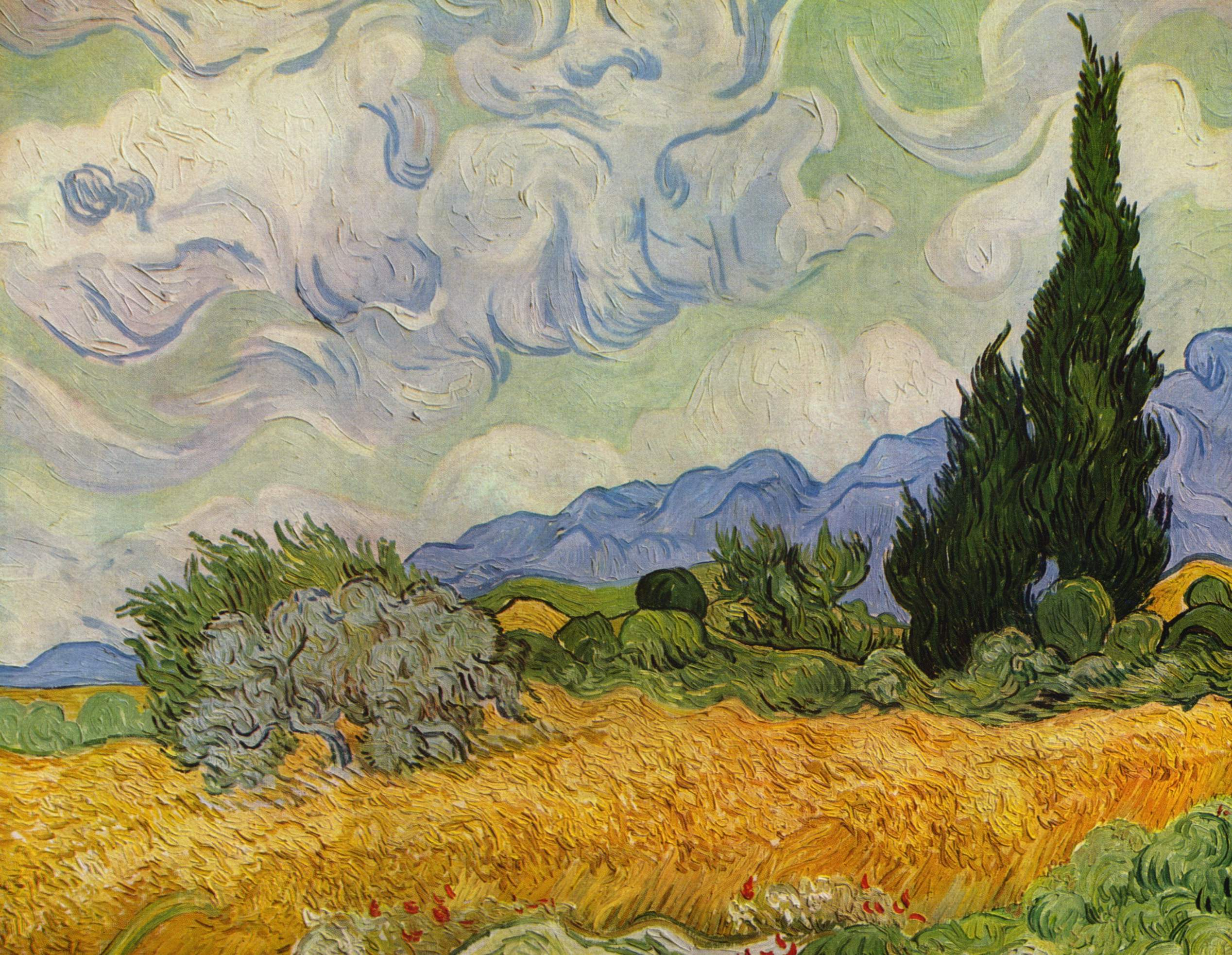
Búzaföld ciprusokkal
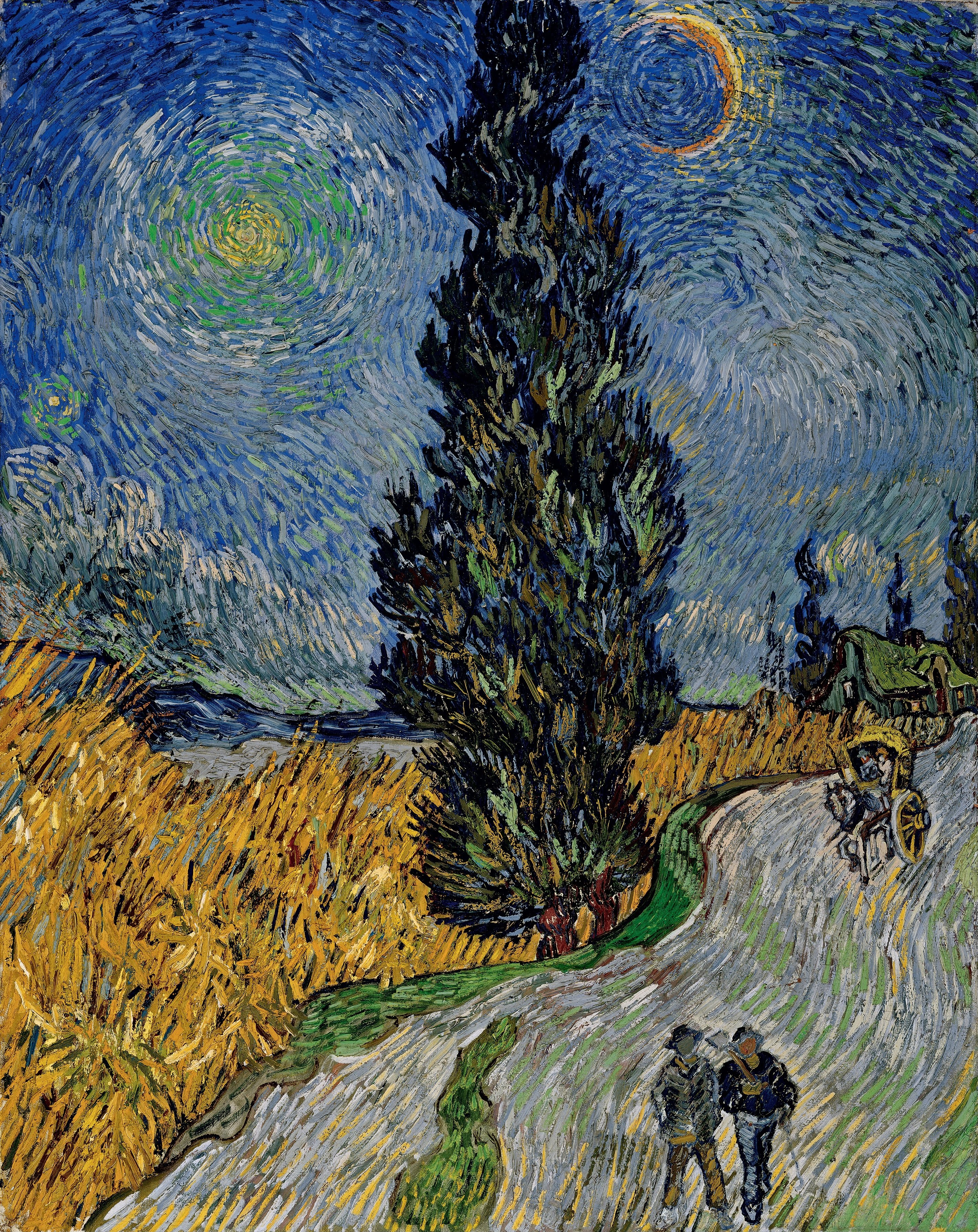
Falusi út Provence-ban, éjjel (Otterlo)